# Eumonhystera alpina
Eumonhystera alpina (syn. Monohystera demani) is een rondwormensoort uit de familie van de Monhysteridae. De wetenschappelijke naam van de soort is voor het eerst geldig gepubliceerd in 1918 door Filipjev.